# Amardos

Mapa del Imperio medo (600 a. C.) que muestra la localización relativa de la tribu de los amardos junto al mar Caspio.

Con el nombre genérico de amardos (latín amardi o mardi, griego Ἀμαρδοί, probablemente del persa amardu, en sánscrito amridu, feroz), también llamados mardos (Μαρδοί), se designa a un pueblo nómada asiático, que vivía junto al mar Caspio, y Amol, confinando con Hircania. Se les ha asignado en las fuentes distintos puntos de origen o residencia.
Pomponio Mela habla de ellos como habitantes de Escitia y Plinio el Viejo afirma que son vecinos de los partos.